# Форххајм
Форххајм (њем. Forchheim) општина је у њемачкој савезној држави Баварска. Једно је од 29 општинских средишта округа Форххајм. Према процјени из 2010. у општини је живјело 30.418 становника. Посједује регионалну шифру (AGS) 9474126.

## Географски и демографски подаци
Форххајм се налази у савезној држави Баварска у округу Форххајм. Општина се налази на надморској висини од 266 метара. Површина општине износи 44,5 km². У самом мјесту је, према процјени из 2010. године, живјело 30.418 становника. Просјечна густина становништва износи 684 становника/km².

## Међународна сарадња
| Мјесто   | Држава               | Врста сарадње | Од    |
| -------- | -------------------- | ------------- | ----- |
| Стерлинг | Уједињено Краљевство | партнерство   | 1981. |
| Бискарос | Француска            | партнерство   | 1975. |
| Роверето | Италија              | партнерство   | 1989. |
| Ле Пере  | Француска            | партнерство   | 1974. |
| Броумов  | Чешка                | контакт       | 1955. |
| Ропен    | Аустрија             | пријатељство  | 1987. |
| Извор    |                      |               |       |